# USS Dunderberg
USS Dunderberg — американский деревянный броненосец (бригантина), построенный для Union Navy. Самый крупный на то время, напоминал увеличенную двухмачтовую версию броненосца Конфедерации CSS Virginia.

## История
11 апреля 1862 года Уильям Вебб, один из ведущих производителей деревянных кораблей в США, отправил в военно-морское ведомство модель большого броненосца с деревянным корпусом водоизмещением около 7100 тонн. 3 июля этого же года был подписан контракт на изготовление корабля, который имел общую длину около 107 метров и должен был развивать скорость 15 узлов на тихой воде. Судно было построено за 15 месяцев и обошлось казне в 1 250 000 долларов.

## Оснащение
На главной палубе броня корабля имела толщину 114 мм. Ниже основной палубы до глубины в 1,5 метра ниже ватерлинии броня имела толщину 89 мм, сужаясь до 64 мм по нижнему краю. Броненосец получил полный двойной корпус днища, а его машинное и котельное отделения были закрыты водонепроницаемыми переборками. Он также имел две мачты с соответствующим такелажем. Площадь парусов двухмачтового судна составляла 1038 м².
Корабль приводился в движение двумя паровыми двигателями обратного действия с одним четырёхлопастным гребным винтом диаметром 6,4 метра; пар вырабатывался шестью трубчатыми котлами. Двигатели, рассчитанные на 4 500 лошадиных сил, были изготовлены нью-йоркской компанией Etna Iron Works. Во время первых морских испытаний 22 февраля 1867 года «USS Dunderberg» достиг скорости около 12,5 узлов; а во время демонстрации для французских покупателей судна 12 июня он разогнался до 13,9 узлов.
У боевого судна было два вспомогательных котла, которые обеспечивали работу паровых машин, приводящих в действие корабельные насосы, вентиляторы и вращали орудийные башни. Корабль обычно имел на борту 550 тонн угля и максимально мог вместить 1000 тонн.

## Служба
Киль корабля был заложен на верфи Уэбба в Нью-Йорке до 3 октября 1862 года. Примерно к 1864 году обе стороны (исполнитель и заказчик) считали корабль белым слоном. 22 июля 1865 года он с большой помпой броненосец был спущен на воду спустил на воду корабль, и по оценкам New York Times, за его спуском наблюдали 20 000 зрителей. В следующем году правительство отклонило предложения Перу и Чили о покупке корабля, так как обе страны участвовали в войне.
После того, как Пруссия выразила заинтересованность в этом броненосце, император Франции Наполеон III, купил его за 2,5 миллиона долларов, несмотря на возражения французского флота, который предпочитал иметь корабль собственного производства. Точная дата покупки неизвестна, считается, что это произошло в мае 1867 года. Когда судно отправилось во Францию, на следующий день ему пришлось вернуться в порт из-за проблем с двигателем. Во французский Шербур оно прибыло 3 августа 1867 года.

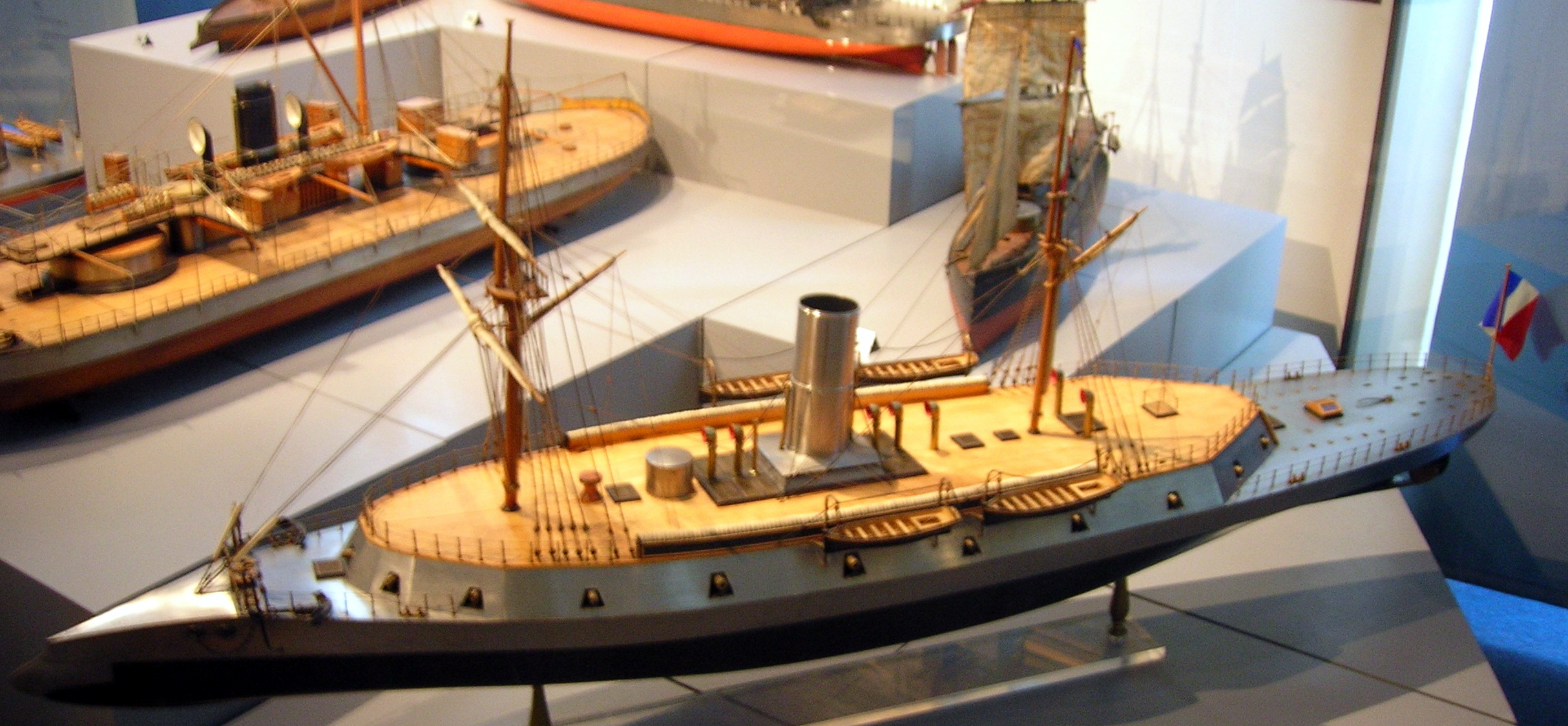
Модель броненосца во французском музее Musée national de la Marine

Корабль был введен в эксплуатацию 7 августа под именем Rochambeau, в честь графа де Рошамбо — генерала во время Американской революции. Спустя два дня после коротких испытаний броненосец приступил к капитальному ремонту на военно-морской верфи в Шербуре, чтобы исправить проблемы, которые стали очевидными во время её доставки, и также чтобы доработать его в соответствии с практикой французского ВМФ. «Rochambeau» завершил переоборудование 18 мая 1868 года и некоторое время находился под командованием капитана Жюля-Франсуа Кранца, а затем был зачислен с 1 августа в резерв. С августа по декабрь он был переоборудован, и его носовые броневые листы корпуса были заменены цельным чугунным тараном.
Корабль был повторно введен в эксплуатацию с экипажем из 600 человек в середине июля 1870 года, незадолго до начала франко-прусской войны. Он покинул Шербур 25 августа, чтобы присоединиться к французскому флоту в датских водах, и 31 августа достиг Копенгагена. Броненосец безуспешно курсировал по Балтийскому морю в течение нескольких недель, прежде чем 16 сентября ему было приказано вернуться домой. По возвращении во Францию «Rochambeau» снова была выведена из эксплуатации, а его команда была направлена для защиты Парижа. Корабль был исключен из Военно-морского списка 15 апреля 1872 года и списан в 1874 году.